# Copa J. League 2005
La Copa J. League 2005, también conocida como Copa Yamazaki Nabisco 2005 por motivos de patrocinio, fue la 30.ª edición de la Copa de la Liga de Japón y la 13.ª edición bajo el actual formato.
El campeón fue JEF United Chiba, tras vencer en la final a Gamba Osaka. De esta manera, el conjunto de la capital de la prefectura de Chiba se consagró por primera vez en este torneo.

## Formato de competición
Dado que el número de clubes participantes de la Primera División había llegado a 18 equipos este año y el calendario de la Liga de Campeones de la AFC se había superpuesto casi por completo con la Copa J. League, el torneo cambió de formato. A partir de esta temporada, los clubes que participaran del certamen continental tendrían que arrancar a competir en una fase más tarde que aquellos que no lo disputaban. Este sistema se siguió utilizando incluso después del año siguiente.
- Formaron parte del torneo los 18 equipos que participaron de la J. League Division 1 2005.
  - Yokohama F. Marinos y Júbilo Iwata, clasificados para la Liga de Campeones de la AFC 2005, estuvieron exento de participar en la fase de grupos e ingresaron directamente a cuartos de final.
- Fase de grupos: se fijó el 19 de marzo para el inicio de la participación de los restantes 16 equipos, que fueron divididos en cuatro grupos de cuatro clubes cada uno. De esta manera, cada cuadro debió disputar seis juegos en total -tres de local y tres de visitante-.
  - El sorteo de cada grupo se determinó sobre la base de las posiciones de la liga de la temporada anterior.
  - Para determinar el orden de clasificación de los equipos se utilizó el siguiente criterio:

1. Puntos obtenidos.
2. Diferencia de goles.
3. Goles a favor.
4. Sorteo.
Los cuatro ganadores de grupo junto con los dos mejores segundos avanzaron a la fase final del torneo.
- Fase final: se llevó a cabo entre los seis clubes provenientes de la primera fase junto con Yokohama F. Marinos y Júbilo Iwata.
  - El sorteo estuvo determinado de manera pública para cada uno de los cuartos de final y las semifinales.
  - En cuartos de final y semifinales se enfrentaron en serie de dos partidos, a ida y vuelta. En caso de igualdad en el total de goles se realizaría una prórroga. De continuar la igualdad en el marcador global, se realizaría una tanda de penales.
  - La final se jugó a un solo partido. En caso de empate en los 90 minutos se haría una prórroga; si aún persistía la igualdad se ejecutaría una tanda de penales.

## Calendario
| Etapa          | Ronda            | Ida                    | Vuelta                    | Observaciones                                                                             |
| -------------- | ---------------- | ---------------------- | ------------------------- | ----------------------------------------------------------------------------------------- |
| Fase de grupos | Fecha 1          | 19 de marzo de 2005    | 19 de marzo de 2005       | Sin observaciones                                                                         |
| Fase de grupos | Fecha 2          | 26 de marzo de 2005    | 26 de marzo de 2005       | Sin observaciones                                                                         |
| Fase de grupos | Fecha 3          | 21 de mayo de 2005     | 21 de mayo de 2005        | Sin observaciones                                                                         |
| Fase de grupos | Fecha 4          | 28 de mayo de 2005     | 28 de mayo de 2005        | Sin observaciones                                                                         |
| Fase de grupos | Fecha 5          | 4 de junio de 2005     | 4 de junio de 2005        | Sin observaciones                                                                         |
| Fase de grupos | Fecha 6          | 11 de junio de 2005    | 11 de junio de 2005       | Sin observaciones                                                                         |
| Fase final     | Cuartos de final | 6 de agosto de 2005    | 13 y 14 de agosto de 2005 | Inicio de participación de los equipos clasificados a la Liga de Campeones de la AFC 2005 |
| Fase final     | Semifinales      | 31 de agosto de 2005   | 5 de octubre de 2005      | Participación de los ganadores de los cuartos de final                                    |
| Fase final     | Final            | 5 de noviembre de 2005 | 5 de noviembre de 2005    | Participación de los ganadores de las semifinales                                         |

## Fase de grupos

### Grupo A
| Equipo             | Pts | PJ | PG | PE | PP | GF | GC | DG |
| ------------------ | --- | -- | -- | -- | -- | -- | -- | -- |
| Urawa Red Diamonds | 15  | 6  | 5  | 0  | 1  | 10 | 7  | +3 |
| Omiya Ardija       | 10  | 6  | 3  | 1  | 2  | 9  | 6  | +3 |
| Albirex Niigata    | 10  | 6  | 3  | 1  | 2  | 7  | 5  | +2 |
| Vissel Kobe        | 0   | 6  | 0  | 0  | 6  | 1  | 9  | -8 |

| \| Fecha \| Lugar \| Local \| Resultado \| Visitante \| \| ----------- \| ------- \| ------------------ \| --------- \| ------------------ \| \| 19 de marzo \| Kōbe \| Vissel Kobe \| 1:2 \| Urawa Red Diamonds \| \| 19 de marzo \| Saitama \| Omiya Ardija \| 2:0 \| Albirex Niigata \| \| 26 de marzo \| Niigata \| Albirex Niigata \| 1:0 \| Vissel Kobe \| \| 26 de marzo \| Saitama \| Urawa Red Diamonds \| 2:1 \| Omiya Ardija \| \| 21 de mayo \| Saitama \| Urawa Red Diamonds \| 2:1 \| Albirex Niigata \| \| 21 de mayo \| Kōbe \| Vissel Kobe \| 0:1 \| Omiya Ardija \| \| 28 de mayo \| Niigata \| Albirex Niigata \| 1:1 \| Omiya Ardija \| \| 28 de mayo \| Saitama \| Urawa Red Diamonds \| 1:0 \| Vissel Kobe \| \| 4 de junio \| Saitama \| Omiya Ardija \| 1:3 \| Urawa Red Diamonds \| \| 4 de junio \| Kōbe \| Vissel Kobe \| 0:1 \| Albirex Niigata \| \| 11 de junio \| Saitama \| Omiya Ardija \| 3:0 \| Vissel Kobe \| \| 11 de junio \| Niigata \| Albirex Niigata \| 3:0 \| Urawa Red Diamonds \| |         |                    |           |                    |
| Fecha | Lugar   | Local              | Resultado | Visitante          |
| 19 de marzo | Kōbe    | Vissel Kobe        | 1:2       | Urawa Red Diamonds |
| 19 de marzo | Saitama | Omiya Ardija       | 2:0       | Albirex Niigata    |
| 26 de marzo | Niigata | Albirex Niigata    | 1:0       | Vissel Kobe        |
| 26 de marzo | Saitama | Urawa Red Diamonds | 2:1       | Omiya Ardija       |
| 21 de mayo | Saitama | Urawa Red Diamonds | 2:1       | Albirex Niigata    |
| 21 de mayo | Kōbe    | Vissel Kobe        | 0:1       | Omiya Ardija       |
| 28 de mayo | Niigata | Albirex Niigata    | 1:1       | Omiya Ardija       |
| 28 de mayo | Saitama | Urawa Red Diamonds | 1:0       | Vissel Kobe        |
| 4 de junio | Saitama | Omiya Ardija       | 1:3       | Urawa Red Diamonds |
| 4 de junio | Kōbe    | Vissel Kobe        | 0:1       | Albirex Niigata    |
| 11 de junio | Saitama | Omiya Ardija       | 3:0       | Vissel Kobe        |
| 11 de junio | Niigata | Albirex Niigata    | 3:0       | Urawa Red Diamonds |

### Grupo B
| Equipo              | Pts | PJ | PG | PE | PP | GF | GC | DG |
| ------------------- | --- | -- | -- | -- | -- | -- | -- | -- |
| Gamba Osaka         | 13  | 6  | 4  | 1  | 1  | 17 | 12 | +5 |
| Kawasaki Frontale   | 9   | 6  | 2  | 3  | 1  | 16 | 12 | +4 |
| Tokyo Verdy 1969    | 6   | 6  | 1  | 3  | 2  | 12 | 14 | -2 |
| Sanfrecce Hiroshima | 4   | 6  | 1  | 1  | 4  | 8  | 15 | -7 |

| \| Fecha \| Lugar \| Local \| Resultado \| Visitante \| \| ----------- \| --------- \| ------------------- \| --------- \| ------------------- \| \| 19 de marzo \| Suita \| Gamba Osaka \| 4:2 \| Sanfrecce Hiroshima \| \| 19 de marzo \| Chōfu \| Tokyo Verdy 1969 \| 4:4 \| Kawasaki Frontale \| \| 26 de marzo \| Kawasaki \| Kawasaki Frontale \| 2:2 \| Gamba Osaka \| \| 26 de marzo \| Hiroshima \| Sanfrecce Hiroshima \| 0:1 \| Tokyo Verdy 1969 \| \| 21 de mayo \| Suita \| Gamba Osaka \| 5:3 \| Tokyo Verdy 1969 \| \| 21 de mayo \| Hiroshima \| Sanfrecce Hiroshima \| 1:4 \| Kawasaki Frontale \| \| 28 de mayo \| Suita \| Gamba Osaka \| 3:2 \| Kawasaki Frontale \| \| 28 de mayo \| Tokio \| Tokyo Verdy 1969 \| 2:2 \| Sanfrecce Hiroshima \| \| 4 de junio \| Hiroshima \| Sanfrecce Hiroshima \| 2:1 \| Gamba Osaka \| \| 4 de junio \| Kawasaki \| Kawasaki Frontale \| 1:1 \| Tokyo Verdy 1969 \| \| 11 de junio \| Kawasaki \| Kawasaki Frontale \| 3:1 \| Sanfrecce Hiroshima \| \| 11 de junio \| Chōfu \| Tokyo Verdy 1969 \| 1:2 \| Gamba Osaka \| |           |                     |           |                     |
| Fecha | Lugar     | Local               | Resultado | Visitante           |
| 19 de marzo | Suita     | Gamba Osaka         | 4:2       | Sanfrecce Hiroshima |
| 19 de marzo | Chōfu     | Tokyo Verdy 1969    | 4:4       | Kawasaki Frontale   |
| 26 de marzo | Kawasaki  | Kawasaki Frontale   | 2:2       | Gamba Osaka         |
| 26 de marzo | Hiroshima | Sanfrecce Hiroshima | 0:1       | Tokyo Verdy 1969    |
| 21 de mayo | Suita     | Gamba Osaka         | 5:3       | Tokyo Verdy 1969    |
| 21 de mayo | Hiroshima | Sanfrecce Hiroshima | 1:4       | Kawasaki Frontale   |
| 28 de mayo | Suita     | Gamba Osaka         | 3:2       | Kawasaki Frontale   |
| 28 de mayo | Tokio     | Tokyo Verdy 1969    | 2:2       | Sanfrecce Hiroshima |
| 4 de junio | Hiroshima | Sanfrecce Hiroshima | 2:1       | Gamba Osaka         |
| 4 de junio | Kawasaki  | Kawasaki Frontale   | 1:1       | Tokyo Verdy 1969    |
| 11 de junio | Kawasaki  | Kawasaki Frontale   | 3:1       | Sanfrecce Hiroshima |
| 11 de junio | Chōfu     | Tokyo Verdy 1969    | 1:2       | Gamba Osaka         |

### Grupo C
| Equipo           | Pts | PJ | PG | PE | PP | GF | GC | DG |
| ---------------- | --- | -- | -- | -- | -- | -- | -- | -- |
| JEF United Chiba | 13  | 6  | 4  | 1  | 1  | 14 | 7  | +7 |
| Kashiwa Reysol   | 8   | 6  | 2  | 2  | 2  | 6  | 8  | -2 |
| Oita Trinita     | 6   | 6  | 1  | 3  | 2  | 3  | 6  | -3 |
| F.C. Tokyo       | 5   | 6  | 1  | 2  | 3  | 5  | 7  | -2 |

| \| Fecha \| Lugar \| Local \| Resultado \| Visitante \| \| ----------- \| -------- \| ---------------- \| --------- \| ---------------- \| \| 19 de marzo \| Kashiwa \| Kashiwa Reysol \| 3:1 \| F.C. Tokyo \| \| 19 de marzo \| Ōita \| Oita Trinita \| 1:3 \| JEF United Chiba \| \| 26 de marzo \| Chōfu \| F.C. Tokyo \| 0:0 \| Oita Trinita \| \| 26 de marzo \| Ichihara \| JEF United Chiba \| 1:2 \| Kashiwa Reysol \| \| 21 de mayo \| Kashiwa \| Kashiwa Reysol \| 0:1 \| Oita Trinita \| \| 21 de mayo \| Chōfu \| F.C. Tokyo \| 0:1 \| JEF United Chiba \| \| 28 de mayo \| Ōita \| Oita Trinita \| 0:2 \| F.C. Tokyo \| \| 28 de mayo \| Kashiwa \| Kashiwa Reysol \| 1:5 \| JEF United Chiba \| \| 4 de junio \| Ichihara \| JEF United Chiba \| 1:1 \| Oita Trinita \| \| 4 de junio \| Chōfu \| F.C. Tokyo \| 0:0 \| Kashiwa Reysol \| \| 11 de junio \| Ōita \| Oita Trinita \| 0:0 \| Kashiwa Reysol \| \| 11 de junio \| Ichihara \| JEF United Chiba \| 3:2 \| F.C. Tokyo \| |          |                  |           |                  |
| Fecha | Lugar    | Local            | Resultado | Visitante        |
| 19 de marzo | Kashiwa  | Kashiwa Reysol   | 3:1       | F.C. Tokyo       |
| 19 de marzo | Ōita     | Oita Trinita     | 1:3       | JEF United Chiba |
| 26 de marzo | Chōfu    | F.C. Tokyo       | 0:0       | Oita Trinita     |
| 26 de marzo | Ichihara | JEF United Chiba | 1:2       | Kashiwa Reysol   |
| 21 de mayo | Kashiwa  | Kashiwa Reysol   | 0:1       | Oita Trinita     |
| 21 de mayo | Chōfu    | F.C. Tokyo       | 0:1       | JEF United Chiba |
| 28 de mayo | Ōita     | Oita Trinita     | 0:2       | F.C. Tokyo       |
| 28 de mayo | Kashiwa  | Kashiwa Reysol   | 1:5       | JEF United Chiba |
| 4 de junio | Ichihara | JEF United Chiba | 1:1       | Oita Trinita     |
| 4 de junio | Chōfu    | F.C. Tokyo       | 0:0       | Kashiwa Reysol   |
| 11 de junio | Ōita     | Oita Trinita     | 0:0       | Kashiwa Reysol   |
| 11 de junio | Ichihara | JEF United Chiba | 3:2       | F.C. Tokyo       |

### Grupo D
| Equipo               | Pts | PJ | PG | PE | PP | GF | GC | DG |
| -------------------- | --- | -- | -- | -- | -- | -- | -- | -- |
| Shimizu S-Pulse      | 11  | 6  | 3  | 2  | 1  | 12 | 7  | +5 |
| Cerezo Osaka         | 10  | 6  | 3  | 1  | 2  | 10 | 8  | +2 |
| Nagoya Grampus Eight | 7   | 6  | 2  | 1  | 3  | 5  | 8  | -3 |
| Kashima Antlers      | 5   | 6  | 1  | 2  | 3  | 7  | 11 | -4 |

| \| Fecha \| Lugar \| Local \| Resultado \| Visitante \| \| ----------- \| -------- \| -------------------- \| --------- \| -------------------- \| \| 19 de marzo \| Shizuoka \| Shimizu S-Pulse \| 1:1 \| Kashima Antlers \| \| 19 de marzo \| Nagoya \| Nagoya Grampus Eight \| 1:2 \| Cerezo Osaka \| \| 26 de marzo \| Kashima \| Kashima Antlers \| 2:1 \| Nagoya Grampus Eight \| \| 26 de marzo \| Osaka \| Cerezo Osaka \| 0:2 \| Shimizu S-Pulse \| \| 21 de mayo \| Kashima \| Kashima Antlers \| 1:3 \| Cerezo Osaka \| \| 21 de mayo \| Nagoya \| Nagoya Grampus Eight \| 0:3 \| Shimizu S-Pulse \| \| 28 de mayo \| Nagoya \| Nagoya Grampus Eight \| 1:0 \| Kashima Antlers \| \| 28 de mayo \| Shizuoka \| Shimizu S-Pulse \| 3:2 \| Cerezo Osaka \| \| 4 de junio \| Kashima \| Kashima Antlers \| 3:3 \| Shimizu S-Pulse \| \| 4 de junio \| Osaka \| Cerezo Osaka \| 1:1 \| Nagoya Grampus Eight \| \| 11 de junio \| Shizuoka \| Shimizu S-Pulse \| 0:1 \| Nagoya Grampus Eight \| \| 11 de junio \| Osaka \| Cerezo Osaka \| 2:0 \| Kashima Antlers \| |          |                      |           |                      |
| Fecha | Lugar    | Local                | Resultado | Visitante            |
| 19 de marzo | Shizuoka | Shimizu S-Pulse      | 1:1       | Kashima Antlers      |
| 19 de marzo | Nagoya   | Nagoya Grampus Eight | 1:2       | Cerezo Osaka         |
| 26 de marzo | Kashima  | Kashima Antlers      | 2:1       | Nagoya Grampus Eight |
| 26 de marzo | Osaka    | Cerezo Osaka         | 0:2       | Shimizu S-Pulse      |
| 21 de mayo | Kashima  | Kashima Antlers      | 1:3       | Cerezo Osaka         |
| 21 de mayo | Nagoya   | Nagoya Grampus Eight | 0:3       | Shimizu S-Pulse      |
| 28 de mayo | Nagoya   | Nagoya Grampus Eight | 1:0       | Kashima Antlers      |
| 28 de mayo | Shizuoka | Shimizu S-Pulse      | 3:2       | Cerezo Osaka         |
| 4 de junio | Kashima  | Kashima Antlers      | 3:3       | Shimizu S-Pulse      |
| 4 de junio | Osaka    | Cerezo Osaka         | 1:1       | Nagoya Grampus Eight |
| 11 de junio | Shizuoka | Shimizu S-Pulse      | 0:1       | Nagoya Grampus Eight |
| 11 de junio | Osaka    | Cerezo Osaka         | 2:0       | Kashima Antlers      |

### Mejores segundos
Entre los equipos que finalizaron en el segundo lugar de sus respectivos grupos, los dos mejores avanzaron a cuartos de final.
| Equipo            | Gr | Pts | PJ | PG | PE | PP | GF | GC | DG |
| ----------------- | -- | --- | -- | -- | -- | -- | -- | -- | -- |
| Omiya Ardija      | A  | 10  | 6  | 3  | 1  | 2  | 9  | 6  | +3 |
| Cerezo Osaka      | D  | 10  | 6  | 3  | 1  | 2  | 10 | 8  | +2 |
| Kawasaki Frontale | B  | 9   | 6  | 2  | 3  | 1  | 16 | 12 | +4 |
| Kashiwa Reysol    | C  | 8   | 6  | 2  | 2  | 2  | 6  | 8  | -2 |

## Fase final

### Cuadro de desarrollo
|  | Cuartos de final    | Cuartos de final  | Cuartos de final   |       |                     | Semifinales                 | Semifinales                 | Semifinales                 |  |                      | Final          | Final          |  |
|  | 6 al 14 de agosto   | 6 al 14 de agosto | 6 al 14 de agosto  |       |                     | 31 de agosto y 5 de octubre | 31 de agosto y 5 de octubre | 31 de agosto y 5 de octubre |  |                      | 5 de noviembre | 5 de noviembre |  |
|  |                     |                   |                    |       |                     |                             |                             |                             |  |                      |                |                |  |
|  |                     |                   |                    |       |                     |                             |                             |                             |  |                      |                |                |  |
|  | Júbilo Iwata        | 2                 | 2                  |       |                     |                             |                             |                             |  |                      |                |                |  |
|  | Júbilo Iwata        | 2                 | 2                  |       |                     |                             |                             |                             |  |                      |                |                |  |
|  | JEF United Chiba    | 3                 | 2                  |       |                     |                             |                             |                             |  |                      |                |                |  |
|  | JEF United Chiba    | 3                 | 2                  |       | JEF United Chiba    | 3                           | 2                           |                             |  |                      |                |                |  |
|  |                     |                   |                    |       | JEF United Chiba    | 3                           | 2                           |                             |  |                      |                |                |  |
|  |                     |                   | Urawa Red Diamonds | 1     | 2                   |                             |                             |                             |  |                      |                |                |  |
|  | Urawa Red Diamonds  | 1                 | Urawa Red Diamonds | 1     | 2                   | 1                           |                             |                             |  |                      |                |                |  |
|  | Urawa Red Diamonds  | 1                 |                    |       |                     |                             |                             |                             |  |                      |                |                |  |
|  | Shimizu S-Pulse     | 0                 | 0                  |       |                     |                             |                             |                             |  |                      |                |                |  |
|  | Shimizu S-Pulse     | 0                 | 0                  |       |                     |                             |                             |                             |  | JEF United Chiba (p) | 0 (5)          |                |  |
|  |                     |                   |                    |       |                     |                             |                             |                             |  | JEF United Chiba (p) | 0 (5)          |                |  |
|  |                     |                   | Gamba Osaka        | 0 (4) |                     |                             |                             |                             |  |                      |                |                |  |
|  | Yokohama F. Marinos | 1                 | Gamba Osaka        | 0 (4) | 3                   |                             |                             |                             |  |                      |                |                |  |
|  | Yokohama F. Marinos | 1                 |                    |       |                     |                             |                             |                             |  |                      |                |                |  |
|  | Omiya Ardija        | 0                 | 1                  |       |                     |                             |                             |                             |  |                      |                |                |  |
|  | Omiya Ardija        | 0                 | 1                  |       | Yokohama F. Marinos | 0                           | 1 (1)                       |                             |  |                      |                |                |  |
|  |                     |                   |                    |       | Yokohama F. Marinos | 0                           | 1 (1)                       |                             |  |                      |                |                |  |
|  |                     |                   | Gamba Osaka (p)    | 1     | 0 (4)               |                             |                             |                             |  |                      |                |                |  |
|  | Gamba Osaka         | 3                 | Gamba Osaka (p)    | 1     | 0 (4)               | 2                           |                             |                             |  |                      |                |                |  |
|  | Gamba Osaka         | 3                 |                    |       |                     |                             |                             |                             |  |                      |                |                |  |
|  | Cerezo Osaka        | 0                 | 2                  |       |                     |                             |                             |                             |  |                      |                |                |  |
|  | Cerezo Osaka        | 0                 | 2                  |       |                     |                             |                             |                             |  |                      |                |                |  |
|  |                     |                   |                    |       |                     |                             |                             |                             |  |                      |                |                |  |

- En cuartos de final y semifinales, el equipo de arriba es el que ejerció la localía en el partido de vuelta.
- Los horarios de los partidos corresponden al huso horario de Japón: (UTC+9)

### Cuartos de final
| 6 de agosto de 2005, 18:30 | JEF United Chiba                   | 3:2 (2:1) | Júbilo Iwata            | Estadio Nacional, Tokio                                   |                                                           |
|                            | Hanyū 6' · Nakajima 30' · Yōda 84' | Reporte   | Maeda 44' · Kikuchi 88' | Asistencia: 10.522 espectadores Árbitro(s): Hajime Matsuo | Asistencia: 10.522 espectadores Árbitro(s): Hajime Matsuo |

| 13 de agosto de 2005, 19:05 | Júbilo Iwata             | 2:2 (0:1) | JEF United Chiba   | Estadio Yamaha, Iwata                                      |                                                            |
|                             | Maeda 60' · J.K. Kim 68' | Reporte   | Maki 35' · Abe 65' | Asistencia: 9.574 espectadores Árbitro(s): Masayoshi Okada | Asistencia: 9.574 espectadores Árbitro(s): Masayoshi Okada |

| 6 de agosto de 2005, 19:00 | Shimizu S-Pulse | 0:1 (0:1) | Urawa Red Diamonds | Estadio Nihondaira, Shizuoka                                    |                                                                 |
|                            |                 | Reporte   | Hasebe 36'         | Asistencia: 12.572 espectadores Árbitro(s): Yoshitsugu Katayama | Asistencia: 12.572 espectadores Árbitro(s): Yoshitsugu Katayama |

| 14 de agosto de 2005, 18:05 | Urawa Red Diamonds | 1:0 (0:0) | Shimizu S-Pulse | Estadio Saitama 2002, Saitama                                  |                                                                |
|                             | Hasebe 88'         | Reporte   |                 | Asistencia: 31.754 espectadores Árbitro(s): Kazuhiko Matsumura | Asistencia: 31.754 espectadores Árbitro(s): Kazuhiko Matsumura |

| 6 de agosto de 2005, 19:05 | Omiya Ardija | 0:1 (0:0) | Yokohama F. Marinos | Estadio Atlético, Kumagaya                                |                                                           |
|                            |              | Reporte   | Kurihara 85'        | Asistencia: 5.796 espectadores Árbitro(s): Jōji Kashihara | Asistencia: 5.796 espectadores Árbitro(s): Jōji Kashihara |

| 14 de agosto de 2005, 19:00 | Yokohama F. Marinos                    | 3:1 (1:1) | Omiya Ardija  | Estadio Mitsuzawa, Yokohama                             |                                                         |
|                             | Sakata 15' · Matsuda 60' · Shimizu 85' | Reporte   | Nishimura 29' | Asistencia: 10.165 espectadores Árbitro(s): Kiyoshi Ōta | Asistencia: 10.165 espectadores Árbitro(s): Kiyoshi Ōta |

| 6 de agosto de 2005, 19:00 | Cerezo Osaka | 0:3 (0:1) | Gamba Osaka                               | Estadio Nagai, Osaka                                        |                                                             |
|                            |              | Reporte   | Sidiclei 18' · Hashimoto 54' · Ienaga 86' | Asistencia: 12.863 espectadores Árbitro(s): Tsutomu Anazawa | Asistencia: 12.863 espectadores Árbitro(s): Tsutomu Anazawa |

| 13 de agosto de 2005, 19:00 | Gamba Osaka                  | 2:2 (1:1) | Cerezo Osaka                 | Estadio de la Expo '70 de Osaka, Suita                    |                                                           |
|                             | Fernandinho 17' · Araújo 89' | Reporte   | Zé Carlos 7' · Furuhashi 62' | Asistencia: 11.155 espectadores Árbitro(s): Tōru Kamikawa | Asistencia: 11.155 espectadores Árbitro(s): Tōru Kamikawa |

### Semifinales
| 31 de agosto de 2005, 19:00 | Urawa Red Diamonds | 1:3 (1:2) | JEF United Chiba           | Estadio Urawa Komaba, Saitama                              |                                                            |
|                             | Robson Ponte 44'   | Reporte   | Maki 1', 17' · Popescu 55' | Asistencia: 17.265 espectadores Árbitro(s): Kazuhisa Osada | Asistencia: 17.265 espectadores Árbitro(s): Kazuhisa Osada |

| 5 de octubre de 2005, 19:05 | JEF United Chiba | 2:2 (0:2) | Urawa Red Diamonds              | Estadio Playa Ichihara, Ichihara                          |                                                           |
|                             | Abe 47', 86'     | Reporte   | M.T. Tanaka 19' · T. Tanaka 27' | Asistencia: 11.286 espectadores Árbitro(s): Tōru Kamikawa | Asistencia: 11.286 espectadores Árbitro(s): Tōru Kamikawa |

| 31 de agosto de 2005, 19:05 | Gamba Osaka | 1:0 (0:0) | Yokohama F. Marinos | Estadio de la Expo '70 de Osaka, Suita                        |                                                               |
|                             | Araújo 82'  | Reporte   |                     | Asistencia: 7.049 espectadores Árbitro(s): Hiroyoshi Takayama | Asistencia: 7.049 espectadores Árbitro(s): Hiroyoshi Takayama |

| 5 de octubre de 2005, 19:00 | Yokohama F. Marinos     | 1:0 (1:0, 1:0) (t. s.)(1:4 p.) | Gamba Osaka                       | Estadio Internacional, Yokohama                                |                                                                |
|                             | Nasu 30'                | Reporte                        |                                   | Asistencia: 11.370 espectadores Árbitro(s): Toshimitsu Yoshida | Asistencia: 11.370 espectadores Árbitro(s): Toshimitsu Yoshida |
|                             |                         | Tiros desde el punto penal     |                                   |                                                                |                                                                |
|                             | Yamase · Ōhashi · Dutra |                                | Endō · Araújo · Matsunami · Ōguro |                                                                |                                                                |

### Final
| 5 de noviembre de 2005, 13:07 | JEF United Chiba                     | 0:0 (t. s.)(5:4 p.)        | Gamba Osaka                                  | Estadio Nacional, Tokio                                        |                                                                |
|                               |                                      | Reporte                    |                                              | Asistencia: 45.039 espectadores Árbitro(s): Kazuhiko Matsumura | Asistencia: 45.039 espectadores Árbitro(s): Kazuhiko Matsumura |
|                               |                                      | Tiros desde el punto penal |                                              |                                                                |                                                                |
|                               | Abe · Mizuno · Kudō · Hayashi · Maki |                            | Endō · Araújo · Sidiclei · Ōguro · Yamaguchi |                                                                |                                                                |

#### Detalles
| 1          | Guardameta     | Tomonori Tateishi |     |
| 24         | Defensa        | Kōzō Yūki         |     |
| 5          | Defensa        | Ilian Stoyanov    |     |
| 3          | Defensa        | Daisuke Saitō     |     |
| 16         | Centrocampista | Satoru Yamagishi  | 64' |
| 6          | Centrocampista | Yūki Abe          |     |
| 7          | Centrocampista | Yūto Satō         |     |
| 2          | Centrocampista | Masataka Sakamoto |     |
| 22         | Centrocampista | Naotake Hanyū     | 45' |
| 8          | Centrocampista | Gabriel Popescu   | 72' |
| 18         | Delantero      | Seiichirō Maki    |     |
| Entrenador | Entrenador     | Ivica Osim        |     |

| 22         | Guardameta     | Yōsuke Fujigaya      |      |
| 4          | Defensa        | Noritada Saneyoshi   |      |
| 2          | Defensa        | Sidiclei             |      |
| 6          | Defensa        | Satoshi Yamaguchi    |      |
| 24         | Centrocampista | Toshihiro Matsushita | 67'  |
| 27         | Centrocampista | Hideo Hashimoto      | 109' |
| 7          | Centrocampista | Yasuhito Endō        |      |
| 10         | Centrocampista | Takahiro Futagawa    | 89'  |
| 8          | Centrocampista | Fernandinho          |      |
| 16         | Delantero      | Masashi Ōguro        |      |
| 9          | Delantero      | Araújo               |      |
| Entrenador | Entrenador     | Akira Nishino        |      |

| 20 | Centrocampista | Kōhei Kudō       | 45' |
| 29 | Centrocampista | Kōki Mizuno      | 64' |
| 9  | Delantero      | Takenori Hayashi | 72' |

| 3  | Defensa   | Tōru Irie          | 67'  |
| 5  | Defensa   | Tsuneyasu Miyamoto | 89'  |
| 18 | Delantero | Kōta Yoshihara     | 109' |

|                  |                  | 0:0 | Fallo de penal (Atajado) | Yasuhito Endō     |
| Yūki Abe         | Acierto de penal | 1:0 |                          |                   |
|                  |                  | 1:1 | Acierto de penal         | Araújo            |
| Kōki Mizuno      | Acierto de penal | 2:1 |                          |                   |
|                  |                  | 2:2 | Acierto de penal         | Sidiclei          |
| Kōhei Kudō       | Acierto de penal | 3:2 |                          |                   |
|                  |                  | 3:3 | Acierto de penal         | Masashi Ōguro     |
| Takenori Hayashi | Acierto de penal | 4:3 |                          |                   |
|                  |                  | 4:4 | Acierto de penal         | Satoshi Yamaguchi |
| Seiichirō Maki   | Acierto de penal | 5:4 |                          |                   |

| Amonestado | 36'  | Yūki Abe      |
| Amonestado | 84'  | Daisuke Saitō |
| Amonestado | 119' | Yūto Satō     |

| Amonestado | 67'  | Toshihiro Matsushita |
| Amonestado | 81'  | Satoshi Yamaguchi    |
| Amonestado | 114' | Kōta Yoshihara       |
| Amonestado | 119' | Tōru Irie            |

| Árbitro             | Kazuhiko Matsumura |
| Árbitros asistentes | Masatoshi Shibata  |
| Árbitros asistentes | Hiroshi Tezuka     |
| Cuarto árbitro      | Keiichi Sunakawa   |

| 1          | Guardameta     | Tomonori Tateishi |     |
| 24         | Defensa        | Kōzō Yūki         |     |
| 5          | Defensa        | Ilian Stoyanov    |     |
| 3          | Defensa        | Daisuke Saitō     |     |
| 16         | Centrocampista | Satoru Yamagishi  | 64' |
| 6          | Centrocampista | Yūki Abe          |     |
| 7          | Centrocampista | Yūto Satō         |     |
| 2          | Centrocampista | Masataka Sakamoto |     |
| 22         | Centrocampista | Naotake Hanyū     | 45' |
| 8          | Centrocampista | Gabriel Popescu   | 72' |
| 18         | Delantero      | Seiichirō Maki    |     |
| Entrenador | Entrenador     | Ivica Osim        |     |

| 22         | Guardameta     | Yōsuke Fujigaya      |      |
| 4          | Defensa        | Noritada Saneyoshi   |      |
| 2          | Defensa        | Sidiclei             |      |
| 6          | Defensa        | Satoshi Yamaguchi    |      |
| 24         | Centrocampista | Toshihiro Matsushita | 67'  |
| 27         | Centrocampista | Hideo Hashimoto      | 109' |
| 7          | Centrocampista | Yasuhito Endō        |      |
| 10         | Centrocampista | Takahiro Futagawa    | 89'  |
| 8          | Centrocampista | Fernandinho          |      |
| 16         | Delantero      | Masashi Ōguro        |      |
| 9          | Delantero      | Araújo               |      |
| Entrenador | Entrenador     | Akira Nishino        |      |

| 20 | Centrocampista | Kōhei Kudō       | 45' |
| 29 | Centrocampista | Kōki Mizuno      | 64' |
| 9  | Delantero      | Takenori Hayashi | 72' |

| 3  | Defensa   | Tōru Irie          | 67'  |
| 5  | Defensa   | Tsuneyasu Miyamoto | 89'  |
| 18 | Delantero | Kōta Yoshihara     | 109' |

|                  |                  | 0:0 | Fallo de penal (Atajado) | Yasuhito Endō     |
| Yūki Abe         | Acierto de penal | 1:0 |                          |                   |
|                  |                  | 1:1 | Acierto de penal         | Araújo            |
| Kōki Mizuno      | Acierto de penal | 2:1 |                          |                   |
|                  |                  | 2:2 | Acierto de penal         | Sidiclei          |
| Kōhei Kudō       | Acierto de penal | 3:2 |                          |                   |
|                  |                  | 3:3 | Acierto de penal         | Masashi Ōguro     |
| Takenori Hayashi | Acierto de penal | 4:3 |                          |                   |
|                  |                  | 4:4 | Acierto de penal         | Satoshi Yamaguchi |
| Seiichirō Maki   | Acierto de penal | 5:4 |                          |                   |

| Amonestado | 36'  | Yūki Abe      |
| Amonestado | 84'  | Daisuke Saitō |
| Amonestado | 119' | Yūto Satō     |

| Amonestado | 67'  | Toshihiro Matsushita |
| Amonestado | 81'  | Satoshi Yamaguchi    |
| Amonestado | 114' | Kōta Yoshihara       |
| Amonestado | 119' | Tōru Irie            |

| Árbitro             | Kazuhiko Matsumura |
| Árbitros asistentes | Masatoshi Shibata  |
| Árbitros asistentes | Hiroshi Tezuka     |
| Cuarto árbitro      | Keiichi Sunakawa   |

|                                      |
| Bandera de Prefectura de Chiba       |
| Campeón JEF United Chiba 1.er título |

## Estadísticas

### Goleadores
| Jugador                                    | Club               | Goles | PJ |
| ------------------------------------------ | ------------------ | ----- | -- |
| Araújo                                     | Gamba Osaka        | 6     | 11 |
| Emerson                                    | Urawa Red Diamonds | 5     | 5  |
| Yūki Abe                                   | JEF United Chiba   | 5     | 10 |
| Gabriel Popescu                            | JEF United Chiba   | 5     | 7  |
| Washington                                 | Tokyo Verdy 1969   | 5     | 5  |
| Takenori Hayashi                           | JEF United Chiba   | 4     | 11 |
| Seiichirō Maki                             | JEF United Chiba   | 4     | 10 |
| Última actualización: 6 de febrero de 2017 |                    |       |    |

### Mejor Jugador
| Jugador           | Club             |
| ----------------- | ---------------- |
| Tomonori Tateishi | JEF United Chiba |

### Premio Nuevo Héroe
El Premio Nuevo Héroe es entregado al mejor jugador del torneo menor de 23 años.
| Jugador  | Club             |
| -------- | ---------------- |
| Yūki Abe | JEF United Chiba |